# Chirocephalus priscus
Chirocephalus priscus är en kräftdjursart som först beskrevs av Daday 1910.  Chirocephalus priscus ingår i släktet Chirocephalus och familjen Chirocephalidae. Inga underarter finns listade i Catalogue of Life.